# HD111112
HD111112 — хімічно пекулярна зоря спектрального класу A3, що має видиму зоряну величину в смузі V приблизно  6,3.
Вона  розташована на відстані близько 462,6 світлових років від Сонця.